# Steinstraße 1 (Plau am See)

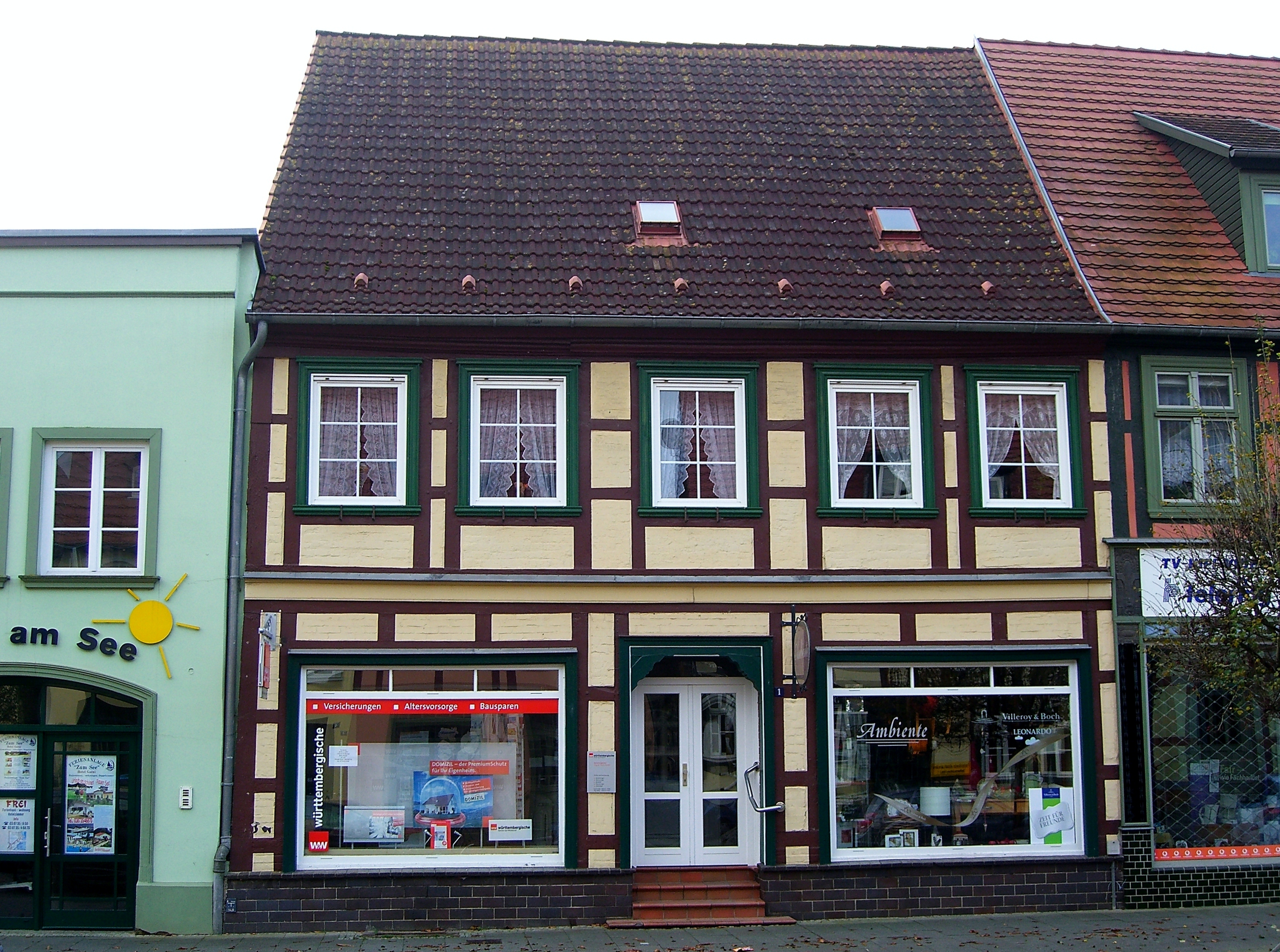

Das Wohn- und Geschäftshaus Steinstraße 1 in Plau am See (Mecklenburg-Vorpommern) wurde vermutlich im 18. Jahrhundert gebaut.
Das Gebäude steht unter Denkmalschutz.

## Geschichte
Plau am See ist im 13. Jahrhundert entstanden und wurde 1235 erstmals als Stadt erwähnt. Beim Stadtbrand von 1756 brannten viele Fachwerkhäuser ab.
Das zweigeschossige sanierte Fachwerkgebäude mit Ausfachungen aus Stein wurde nach dem Stadtbrand gebaut. In dem sanierten Haus befinden sich ein Laden, ein Büro und Wohnungen.